# Tasiocera (Dasymolophilus) exigua
Tasiocera (Dasymolophilus) exigua is een tweevleugelige uit de familie steltmuggen (Limoniidae). De soort komt voor in het Palearctisch gebied.